# Touch House
Touch House ist ein Landhaus etwa vier Kilometer westlich von Stirling in der gleichnamigen schottischen Council Area. Das Haus liegt am Fuße der Touch Hills am Südufer des Forth. Teil des Landhauses ist ein Tower House aus dem 16. Jahrhundert, aber seine heutige Form stammt aus der Mitte des 18. Jahrhunderts; damals wurde die Südfassade hinzugefügt, die Historic Scotland als „vermutlich die schönste georgianische Fassade in Stirling“ bezeichnet.
Historic Scotland hat das Haus als historisches Bauwerk der Kategorie A gelistet und das Anwesen wurde in das Inventory of Gardens and Designed Landscapes in Scotland aufgenommen.

## Geschichte
Der Name des Anwesens ist vom schottische-gälischen „Tulach“ (dt.: Hügelchen) abgeleitet und ist erstmals 1329 als Tulch urkundlich erwähnt. Das Anwesen Touch gehörte den Frasers; seit dem 14. Jahrhundert hat es dort wohl ein Tower House gegeben. Mitte des 15. Jahrhunderts kaufte Alexander Seton Angehöriger des mächtigen Clan Seton, das Anwesen und für 1480 ist sein Sohn Alexander als der 1. Laird of Touch verzeichnet. Elizabeth Seton erbte Touch 1742 und 1745 war bei ihr Bonnie Prince Charlie zu Gast, wenige Tage vor der am 21. September stattfindenden Schlacht bei Prestonpans. Elizabeth heiratete Hugh Smith, der den Namen Seton annahm, und das Paar ließ das Haus erweitern. Der Architekt könnte ein gewisser John Steinson gewesen sein, der ansonsten in der Architekturgeschichte nicht auftaucht. Mit dem Stil werden aber die Namen von William Adam (1689–1748) und dessen Sohn, John Adam (1721–1792) in Verbindung gebracht.
Hugh Seton machte Schulden für den Bau des Landhauses und er borgte sich auch weiterhin Geld für landwirtschaftliche Verbesserungen, zum Beispiel die Entwässerung der Aue des Forth. Schließlich wurde er auf Dover Castle ins Schuldgefängnis geworfen, beließ ihm aber das Land. Sein Sohn, Archibald Seton (1758–1818), schloss sich 1779 der Ostindien-Kompanie an und wurde später Mitglied des Obersten Gerichtes von Fort William in Kalkutta und Gouverneur-Leutnant der Prince-of-Wales-Inseln. Touch House wurde in seiner Abwesenheit von seinem Schwager, Sir Henry Seton-Steuart aus Allanton verwaltet. Sir Henry ist für die heutige Parkanlage um das Haus verantwortlich; er hatte Thomas White mit der Planung beauftragt. Eine Million Bäume sollen auf dem Anwesen gepflanzt worden sein.
1866 erbte der Seton-Steuart-Zweig der Familie das Anwesen und verpachtete es anschließend; die Eigentümer lebten in Allanton. 1928 wurde das Grundstück von Sir Douglas Seton-Steuart, 5. Baronet, an Mr C. A. Buchanan verkauft. Sir Robert Lorimer wurde mit der Restaurierung der Innenräume beauftragt. Touch House wurde im Zweiten Weltkrieg ein Erholungsheim für Soldaten, nach dem Krieg aber wieder von den Buchanans übernommen.

## Beschreibung
Die Südfassade schließt oben mit einem Ziergiebel ab, auf dem das Wappen der Setons von Touch dargestellt ist. Die hinteren Teile des Gebäudes stammen aus dem 16. und 17. Jahrhundert, einschließlich des Tower House an der Ostseite. Die Stallungen aus dem 18. Jahrhundert wurden umgebaut und sind heute als Büros vermietet.